# Pola Negri
Pola Negri rođena je 3. siječnja 1897. kao Barbara Apolonia Chałupiec u poljskom mjestu Lipno. Glumu je studirala na Akademiji dramskih umjetnosti u Varšavi, a na pozornici debitirala 1913. godine. Nakon toga na poziv Maxa Reinhardta seli u Berlinu gdje ostaje 5 godina i postiže svjetski uspjeh glumeći u najvećim njemačkim filmovima tog doba. Godine 1922. odlazi u Hollywood i potpisuje ugovor s Paramountom (za 3000$ na tjedan). Tako je postala prva holivudska "uvozna" zvijezda, a njen egzotični izgled privukao je milijune Amerikanaca pa joj se plaća uskoro povećala na 10 000$ na tjedan. S dolaskom zvučnog filma popularnost joj opada pa seli u Njemačku, gdje je snimila nekoliko popularnih filmova. U SAD se vraća 1941. zbog invazije Nijemaca. Ostatak života provela je povučeno, eventualno snimiviši posljednji film Hi Diddle Diddle (1941.) i objavivši autobiografiju "Pola Negri: Memoirs of a Star".